# Bahamas i olympiska sommarspelen 2012
Bahamas deltog i de olympiska sommarspelen 2012 som ägde rum i London i Storbritannien mellan den 27 juli och den 12 augusti 2012. Bahamas lag bestod av 24 aktiva, som tävlade i friidrott och simning.

## Medaljörer
| Medalj | Namn                                                            | Sport     | Gren              |
| ------ | --------------------------------------------------------------- | --------- | ----------------- |
| Guld   | Christopher Brown Michael Mathieu Ramon Miller Demetrius Pinder | Friidrott | Herrarnas 4x400 m |

## Friidrott
Till friidrottstävlingarna kvalificerade Bahamas följande idrottare:
Förkortningar
- Notera – Placeringar gäller endast den tävlandes eget heat
- Q = Kvalificerade sig till nästa omgång via placering
- q = Kvalificerade sig på tid eller, i fältgrenarna, på placering utan att ha nått kvalgränsen
- NR = Nationellt rekord
- N/A = Omgången inte möjlig i grenen
- Bye = Idrottaren behövde inte delta i omgången

Damer
Bana och väg
| Idrottare                                                               | Gren       | Heat     | Heat      | Kvartsfinal | Kvartsfinal | Semifinal        | Semifinal        | Final            | Final            |
| Idrottare                                                               | Gren       | Resultat | Placering | Resultat    | Placering   | Resultat         | Placering        | Resultat         | Placering        |
| ----------------------------------------------------------------------- | ---------- | -------- | --------- | ----------- | ----------- | ---------------- | ---------------- | ---------------- | ---------------- |
| Debbie Ferguson                                                         | 100 m      | BYE      | BYE       | 11,32       | 5           | Gick inte vidare | Gick inte vidare | Gick inte vidare | Gick inte vidare |
| Debbie Ferguson                                                         | 200 m      | 23,49    | 7         | i.u.        | i.u.        | Gick inte vidare | Gick inte vidare | Gick inte vidare | Gick inte vidare |
| Sheniqua Ferguson                                                       | 100 m      | BYE      | BYE       | 11,35       | 3 Q         | 11,32            | 7                | Gick inte vidare | Gick inte vidare |
| Ivanique Kemp                                                           | 100 m häck | 13,51    | 3 Q       | i.u.        | i.u.        | 13,56            | 8                | Gick inte vidare | Gick inte vidare |
| Shaunae Miller                                                          | 400 m      | DNF      | DNF       | i.u.        | i.u.        | Gick inte vidare | Gick inte vidare | Gick inte vidare | Gick inte vidare |
| Anthonique Strachan                                                     | 200 m      | 22,75    | 2 Q       | i.u.        | i.u.        | 22,82            | 5                | Gick inte vidare | Gick inte vidare |
| Christine Amertil Sheniqua Ferguson Anthonique Strachan Chandra Sturrup | 4 x 100 m  | 43,07    | 6         | i.u.        | i.u.        | i.u.             | i.u.             | Gick inte vidare | Gick inte vidare |

Fältgrenar
| Idrottare     | Gren      | Kval  | Kval      | Final            | Final            |
| Idrottare     | Gren      | Längd | Placering | Längd            | Placering        |
| ------------- | --------- | ----- | --------- | ---------------- | ---------------- |
| Bianca Stuart | Längdhopp | 6,32  | 18        | Gick inte vidare | Gick inte vidare |

Herrar
Bana och väg
| Tävlande                                                        | Gren       | Kval/heat | Kval/heat | Kvartsfinal | Kvartsfinal | Semifinal        | Semifinal        | Final            | Final            |
| Tävlande                                                        | Gren       | Resultat  | Placering | Resultat    | Placering   | Resultat         | Placering        | Resultat         | Placering        |
| --------------------------------------------------------------- | ---------- | --------- | --------- | ----------- | ----------- | ---------------- | ---------------- | ---------------- | ---------------- |
| Derrick Atkins                                                  | 100 m      | BYE       | BYE       | 10,22       | 2 Q         | 10,08            | 4                | Gick inte vidare | Gick inte vidare |
| Christopher Brown                                               | 400 m      | 45,40     | 1 Q       | i.u.        | i.u.        | 44,67            | 2 Q              | 44,79            | 4                |
| Warren Fraser                                                   | 100 m      | BYE       | BYE       | 10,27       | 4           | Gick inte vidare | Gick inte vidare | Gick inte vidare | Gick inte vidare |
| Trevorvano Mackey                                               | 200 m      | 21,28     | 7         | i.u.        | i.u.        | Gick inte vidare | Gick inte vidare | Gick inte vidare | Gick inte vidare |
| Michael Mathieu                                                 | 200 m      | 20,62     | 3 Q       | i.u.        | i.u.        | DSQ              | DSQ              | Gick inte vidare | Gick inte vidare |
| Ramon Miller                                                    | 400 m      | 45,57     | 2 Q       | i.u.        | i.u.        | 45,11            | 4                | Gick inte vidare | Gick inte vidare |
| Demetrius Pinder                                                | 400 m      | 44,92     | 1 Q       | i.u.        | i.u.        | 44,94            | 2 Q              | 44,98            | 7                |
| Shamar Sands                                                    | 110 m häck | DSQ       | DSQ       | i.u.        | i.u.        | Gick inte vidare | Gick inte vidare | Gick inte vidare | Gick inte vidare |
| Christopher Brown Michael Mathieu Ramon Miller Demetrius Pinder | 4 x 400 m  | 2.58,87   | 1 Q       | i.u.        | i.u.        | i.u.             | i.u.             | 2.56,72          | 1                |

Fältgrenar
| Idrottare     | Gren      | Kval  | Kval      | Final            | Final            |
| Idrottare     | Gren      | Längd | Placering | Längd            | Placering        |
| ------------- | --------- | ----- | --------- | ---------------- | ---------------- |
| Trevor Barry  | Höjdhopp  | 2,21  | =16       | Gick inte vidare | Gick inte vidare |
| Raymond Higgs | Längdhopp | 7,76  | 21        | Gick inte vidare | Gick inte vidare |
| Leevan Sands  | Tresteg   | 17,17 | 2 Q       | 17,19            | 5                |
| Donald Thomas | Höjdhopp  | 2,16  | =30       | Gick inte vidare | Gick inte vidare |

## Simning
Damer
| Tävlande                   | Gren         | Heat  | Heat      | Semifinal | Semifinal | Final            | Final            |
| Tävlande                   | Gren         | Tid   | Placering | Tid       | Placering | Tid              | Placering        |
| -------------------------- | ------------ | ----- | --------- | --------- | --------- | ---------------- | ---------------- |
| Arianna Vanderpool-Wallace | 50 m frisim  | 24,85 | 3 Q       | 24,64     | 3 Q       | 24,69            | 8                |
| Arianna Vanderpool-Wallace | 100 m frisim | 53,73 | 1 Q       | 54,12     | 5         | Gick inte vidare | Gick inte vidare |